# Круковец (село)
Круковец (укр. Круковець) — село в Рудковской городской общине Самборского района Львовской области Украины.
Население по состоянию на 2024 год составляет 63 человека. Занимает площадь 3,04 км². Почтовый индекс — 81445. Телефонный код — 3236.

## Известные люди
В селе родился художник Михаил Демцю.